# Цитен, Ганс Эрнст Карл фон
Граф Ганс Эрнст Карл фон Цитен (1770—1848) — прусский командир эпохи наполеоновских войн, генерал-фельдмаршал (6 февраля 1839).

## Биография
Из аристократического силезско-бранденбургского рода Дехтов, потомственный военный.
Проходил стажировку во 2-м лейб-гусарском полку в качестве штандарт-юнкера, 2 февраля 1788 года произведён в корнеты, 29 мая 1790 года — в секунд-лейтенанты. С июня 1795 адъютант графа Калькрейта.
С 11 ноября 1799 года инспектор-адъютант Западно- и Южно-Прусской кавалерийской инспекции. 12 мая 1800 года получил чин майора. В кампанию 1806 сражался в рядах Драгунского Её Величества полка. В 1807 отступил в Восточную Пруссию, где принял командование 1-й гусарской (передовой) бригадой (4 эскадрона вюртембергских гусар, фузилерный батальон Вакеница, артиллерия). Проявил себя талантливым командиром. После падения Данцига отошел к Брансбергу. 21 мая 1807 года произведён в подполковники, а после разгрома союзных армий при Фридланде отступил вместе с корпусом генерала А. Лестока к Кенигсбергу.
С 18 февраля 1809 года командир только что сформированного Силезского гусарского полка. 1 июня 1809 года произведён в полковники. Принимал активное участие в реорганизации прусской кавалерии в межвоенный период. С 12 декабря 1809 года командир Верхнесилезской кавалерийской бригады. 30 марта 1813 года произведён в генерал-майоры. В кампанию 1813 воевал сначала под началом Г. Блюхера при Гайнау, затем возглавил 11-ю бригаду в составе 2-го прусского армейского корпуса генерала Г. фон Клейста. Отличился при Дрездене, Кульме. Награждён 5 сентября 1813 года орденом Pour le Mérite с дубовыми ветвями. 8 декабря 1813 года произведён в генерал-лейтенанты.
В 1814 участвовал в боях во Франции. В сражении при Лаоне командовал объединенной кавалерией корпусов генералов Г. Йорка и Клейста (всего 30 эскадронов), захватил 45 орудий и 131 подводу с военным имуществом. После получения известий о возвращении Наполеона во Францию (1815) назначен командиром 30-тысячного 1-го армейского корпуса (начальник штаба подполковник Людвиг фон Рейхе). В начале кампании его корпус дислоцировался около Флерюса и Шарлеруа.
Вечером 15 июня французские войска маршала Э. Груши (под личным руководством Наполеона) атаковали и выбили его из Флерюса. Отличился при Линьи и после сражения смог собрать боеспособный корпус силой примерно 11 тыс. чел. 18 июня после 14 часов выступил маршем из Вавра и после 18 часов со своими войсками прибыл на поле сражения при Ватерлоо. Возглавил наступление своих частей на фланг французской армии и внёс большой вклад в победу союзников. За сражение при Ватерлоо награждён 11 июля 1815 года орденом Чёрного орла.

После Парижского мира назначен 3 октября 1815 года главнокомандующим прусским оккупационным корпусом во Франции со штаб-квартирой в Седане. Награждён 9 февраля 1817 года российским орденом Св. Георгия 2-го кл.
За отличие в войну против французов 1813-1814 годов.
 В ноябре 1818 переведен на пост командира 6-го (Силезского) корпуса. С 14 сентября 1824 года шеф 4-го гусарского полка.
16 июня 1825 года в 10-ю годовщину сражения при Линьи произведен в генералы от кавалерии. Осенью 1835 оставил службу.

## Награды
Королевства Пруссия:
- Крест за выслугу лет[нем.]
- Орден «Pour le Mérite» (5 декабря 1792)[2]; дубовые листья к ордену (5 сентября 1813)[3]; корона к ордену (18 июля 1844)
- Железный крест 1-го класса (1813)[4]
- Орден Красного орла 1-го класса с дубовыми листьями (1814)[5]
- Орден Чёрного орла (11 июля 1815); бриллиантовые украшения к ордену (26 мая 1835)[6]

Российской империи:
- Орден Святой Анны 1-й степени (Россия, 2 сентября 1813)[7]
- Орден Святого Владимира 2-й степени (18 января 1814)[8]
- Орден Святого Георгия 2-го класса (9 февраля 1817)
- Орден Святого Александра Невского (30 мая 1829)[9]
- Орден Святого Владимира 1-й степени (6 октября 1835)[10]
- Орден Белого орла (6 декабря 1835)[11]
- Орден Святого апостола Андрея Первозванного (6 декабря 1835)[12]

Прочих государств:
- Орден Военных заслуг, большой крест (1816, королевство Франция)
- Орден Бани, большой крест (1819, Великобритания)
- Военный орден Марии Терезии, рыцарский крест (Австрийская империя)
- Королевский венгерский орден Святого Стефана, большой крест (1830, Австрийская империя)